# 九間始麗魚
九間始麗魚又名黑帶嬌麗魚、九間菠蘿，為輻鰭魚綱鱸形目隆頭魚亞目慈鯛科的其中一種，在分類上有時被獨立歸在Amatitlania屬，水族市面上還有其他變種桃太郎、白獅頭以及無尾巴的水蜜桃。

## 分布
本魚僅分布在中美洲瓜地馬拉、宏都拉斯及薩爾瓦多的溪流中，另外也被引進日本、菲律賓、美國、波多黎各、墨西哥等地。

## 特徵

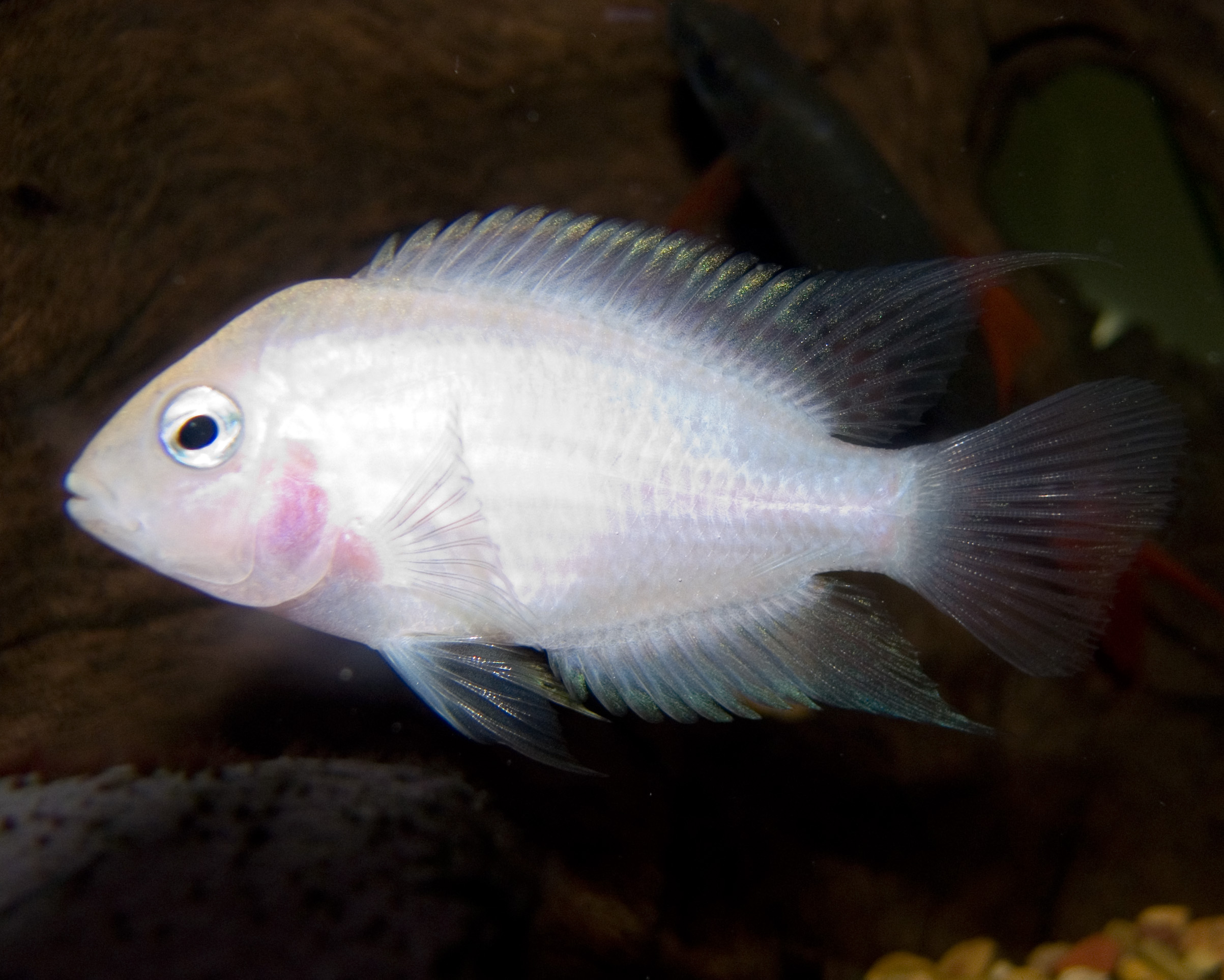
幼年桃太郎雄魚

本魚身體強健，體呈藍灰色，體側具有8或9條深色條紋；鰓蓋上具有一黑色斑點。雌魚魚體上黃色較多，隨著情緒的變化，體色和圖案也會改變。背鰭硬棘17－19枚、背鰭軟條7－9枚；臀鰭硬棘8－10枚、臀鰭軟條6－7枚；脊椎骨27－28枚。體長可達10公分。

## 生態
本魚棲息在流速較大且具有岩石的溪流，以岩石的隙縫當作庇護所，肉食性，以昆蟲、甲殼類、蠕蟲或其他魚類為食。具有領域性，也被用來做關於魚類行為的研究。

## 經濟利用
是相當受歡迎的觀賞魚，適合飼養在寬約80公分的水族箱。